# Покровская волость (Псковская область)
Покро́вская во́лость — упразднённая административно-территориальная единица 3-го уровня и бывшее муниципальное образование со статусом сельского поселения в Красногородском районе Псковской области России.
Административный центр — деревня Покровское.

## География
Территория волости граничила на севере с Пограничной и Красногородской волостями Красногородского района, на востоке — с Опочецким районом, на юге — с Себежским районом Псковской области РФ, на западе — с Карсавским и Циблским краями Латвии.

## История
Постановлением Псковского областного Собрания депутатов от 26 января 1995 года все сельсоветы в Псковской области были переименованы в волости, в том числе Покровский сельсовет был превращён в Покровскую волость с центром в деревне Покровское.
Законом Псковской области от 28 февраля 2005 года в границах волости было также создано муниципальное образование Покровская волость со статусом сельского поселения с 1 января 2006 года в составе муниципального образования Красногородский район со статусом муниципального района.
На референдуме 11 октября 2009 год было поддержано объединение Покровской и Пограничной волостей. Законом Псковской области от 3 июня 2010 года Покровская волость была упразднена, а её территория 1 июля 2010 года включена в состав Пограничной волости, административный центр которой был перенесён из деревни Кресты в деревню Покровское.

## Население
Численность населения Покровской волости по переписи населения 2002 года составила 750 жителей.

## Населённые пункты
В состав Покровской волости входило 30 деревень: 
| №  | Населённый пункт | Тип     | Население 2002 г. |
| -- | ---------------- | ------- | ----------------- |
| 1  | Агарышево        | деревня | ↘23               |
| 2  | Барашково        | деревня | ↘16               |
| 3  | Березавец        | деревня | →0                |
| 4  | Березница        | деревня | ↘4                |
| 5  | Богородицкое     | деревня | ↘0                |
| 6  | Бриданово        | деревня | ↘3                |
| 7  | Веселово         | деревня | ↘3                |
| 8  | Вярьмово         | деревня | ↘8                |
| 9  | Дымово           | деревня | →0                |
| 10 | Золотово         | деревня | ↘112              |
| 11 | Кашево           | деревня | ↘17               |
| 12 | Креневка         | деревня | ↘1                |
| 13 | Кривино          | деревня | →1                |
| 14 | Луги             | деревня | ↘5                |
| 15 | Межупры          | деревня | ↘3                |
| 16 | Мителевка        | деревня | →0                |
| 17 | Мозули           | деревня | ↘17               |
| 18 | Мутолевка        | деревня | →0                |
| 19 | Мыза             | деревня | ↘3                |
| 20 | Мышково          | деревня | ↘4                |
| 21 | Овсянки          | деревня | ↘7                |
| 22 | Плешивка         | деревня | ↗2                |
| 23 | Поинье           | деревня | ↘6                |
| 24 | Покровское       | деревня | ↘153              |
| 25 | Пушмачи          | деревня | ↘7                |
| 26 | Рушково          | деревня | ↘0                |
| 27 | Рынжево          | деревня | →5                |
| 28 | Трибесово        | деревня | ↗23               |
| 29 | Тупичино         | деревня | ↘8                |
| 30 | Ширяево          | деревня | ↘1                |